# Szelídgesztenye-gubacsdarázs

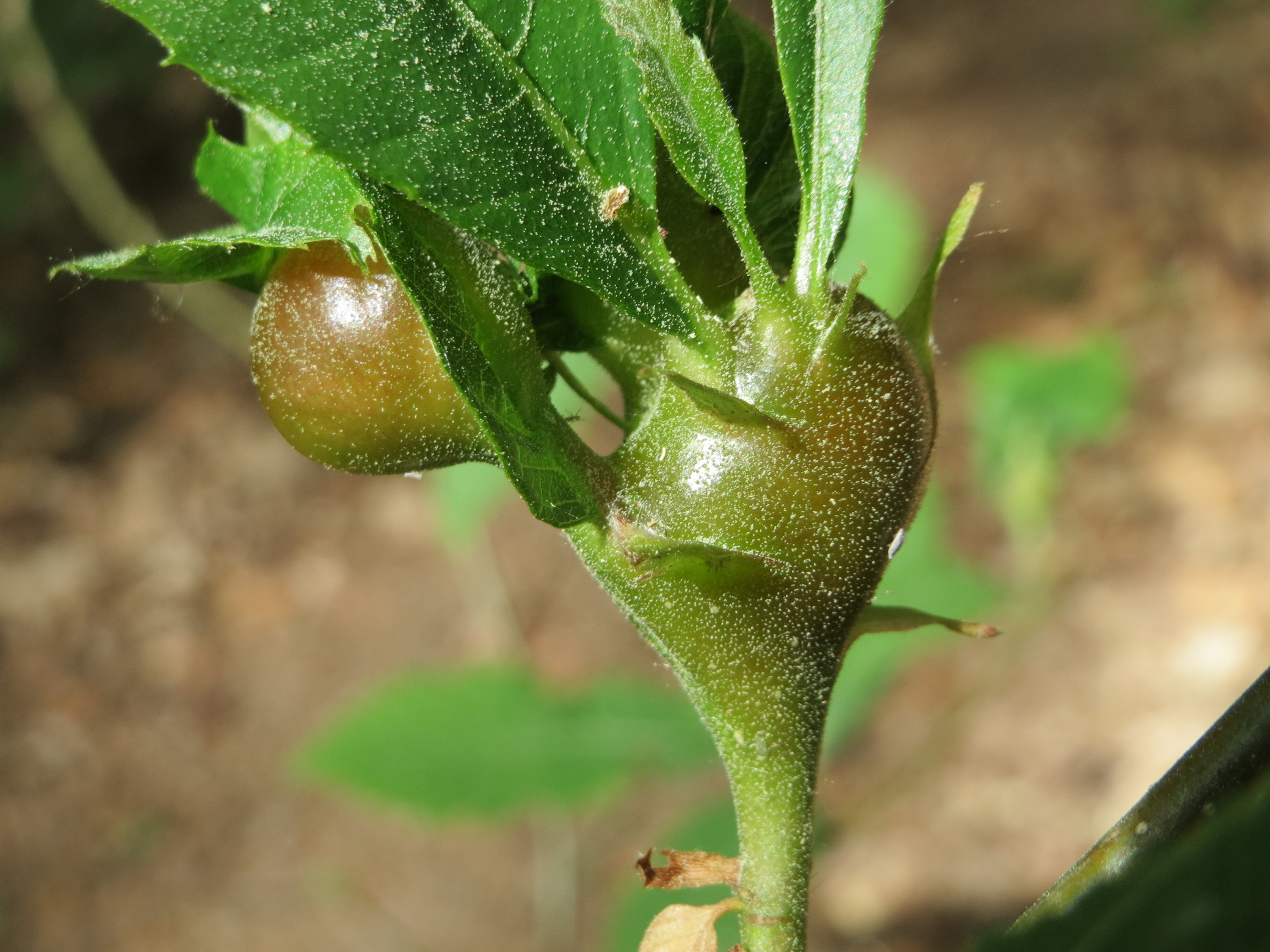
A szelídgesztenye-gubacsdarázs által okozott gubacsok

A szelídgesztenye-gubacsdarázs (Dryocosmus kuriphilus) a hártyásszárnyúak (Hymenoptera) rendjébe és a gubacsdarázsfélék (Cynipidae) családjába tartozó faj, a szelídgesztenye (Castanea sativa) egyik legjelentősebb kártevője, mely Magyarországon 2009 óta található meg.

## Elterjedése
A faj őshazája Kína, mára azonban az Egyesült Államokban és Európában is megtelepedett. Első európai megjelenése 2002-re tehető, amikor Olaszország északi részén bukkant fel a faj, azóta Európa több országába is eljutott.

### Magyarországi megjelenése és terjedése
Magyarországon először 2009-ben észlelték a fajt több alkalommal is, ekkor azonban sikerült felszámolni a fertőzési gócokat az olaszországból származó facsemeték gyors megsemmisiítésével. Természetes terjedés útján valószínűleg 2013-ban érte el a faj hazánkat, 2015-re a déli és nyugati megyék többségében, valamint Budapest több kerületében is észlelték a fajt és kártételét.

## Megjelenése
Kizárólag nőstény egyedei ismertek. Az imágó 25-30 mm hosszú, testének színe fekete, a végtagok, a csáp és a szájszerv sárgásbarna.
A tojások oválisak, fehér színűek, méretük 0,1-0,2 mm. A kifejlett lárva fehéres, hossza 2,5 mm.

## Életmódja, kártétele
Egynemzedékes faj, szűznemzéssel szaporodik, a populációk csak nőstény egyedekből állnak. A nőstény tojásait a fiatal hajtások rügyeibe rakja június közepétől augusztus közepéig. Egy nőstény összesen 100-150 tojást helyez el, rügyenként 20-40 db-ot.
A lárvák 30-40 nap elteltével kelnek ki a tojásokból, fejlődésnek azonban csak a következő év tavaszán indulnak, ezért a tojás elhelyezésének évében semmilyen tünet nem jelzi a kártevő előfordulását a növényen. A lárvák rügyfakadáskor, áprilisban kezdenek táplálkorni, ez indítja meg a gubacsképződést is. 20-30 nap táplálkozás után kezdődik a bábozódás, melynek eredménye a 10-15 napig tartó bábállapot.
Az imágók ezután, június végétől, augusztus közepéig rajzanak.

### Kártétele
A faj tápnövényei a gesztenye (Castanea) fajok, elsősorban a szelídgesztenye (C. sativa). A gubacsdarázs a rügyeket megfertőzve gátolja a hajtásképződést, aminek következtében akár 50-75%-kal is csökkenhet a termésmennyiség, erős fertőzöttség esetén a fa is kipusztulhat.

### A gubacs
A lárvák táplálkozásának következtében kialakuló gubacsok 8–15 mm átmérőjűek, színük zöldes, vagy pirosas. Az imágók kirepülése után a száraz gubacsok még évekig a fákon maradhatnak.

## Védekezés
Mivel a faj a szelídgesztenye jelentős terméskiesését okozza nagyon fontos az ellene történő védekezés. A védekezést megnehezíti, hogy a lárvák korai fejlettségi állapotukban rejtve maradnak, nem utal gubacs a jelenlétükre, ami nehezíti a fertőzés felismerését és akadályozza a növényvédőszerek hatékony alkalmazását.
Európában már számos védekezési módszer kipróbálásra került, de sem kémiai, sem a mechanikai védekezéssel nem volt elérhető a kívánt eredmény, így a biológiai védekezési eljárások kerültek előtérbe. A faj ellen világszerte sikerrel alkalmazzák a szintén kínai elterjedésű Torymus sinensis nevű parazitoid fémfürkész fajt, mely a szelídgesztenye-gubacsdarázs természetes ellensége. Magyarországon 2014-ben telepítették be először a bioágenst, mely sikerrel meg is telepedett, és helyenként akár 90%-os parazitáltságot is okozott a gubacsdarázs populációkban.
Európában őshonos gubacsdarazsakon élő parazitoid fürkészdarázs fajok (pl.: Torymus flavipes, Megastigmus dorsalis, Eurytoma brunniventris) is képesek fertőzni a szelídgesztenye-gubacsdarázs lárváit, de ezek rendszerint kisebb mortalitást okoznak a populációkban, mint a faj specifikus parazitoidja.